# Musée de Vuk et Dositej
Le musée de Vuk et Dositej (en serbe cyrillique Вуков и Доситејев музеј ; en serbe latin : Vukov i Dositejev muzej) est un musée de Belgrade, la capitale de la Serbie. Il est situé 21 rue Gospodar Jevremova, dans la municipalité de Stari grad. Le bâtiment qui abrite le musée figure sur la liste des monuments culturels d'importance exceptionnelle de la république de Serbie (identifiant no SK 1) et sur la liste des biens culturels de la ville de Belgrade.
Créé en 1949, le musée présente la vie, l'œuvre et l'héritage de Vuk Stefanović Karadžić (1787-1864), le grand réformateur de la langue serbe, et de Dositej Obradović (1742-1811), un écrivain qui fut aussi le premier ministre de l'Éducation du pays. En 1979, cette institution a été rattachée au musée national de Serbie. Le musée de Vuk et Dositej est capital pour comprendre la renaissance de la culture serbe au moment du premier soulèvement serbe contre les Ottomans.

## Histoire et architecture

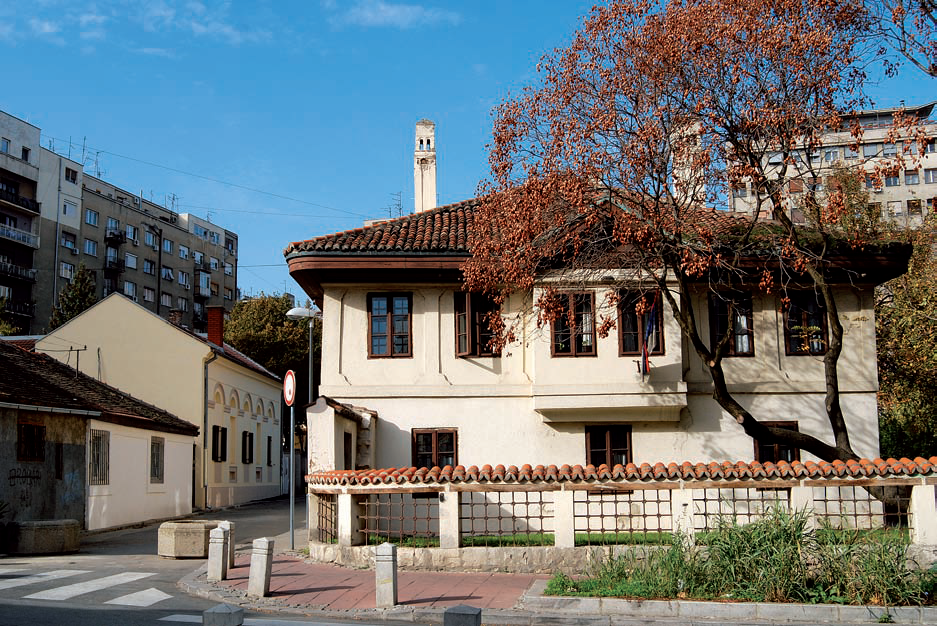
Autre vue du musée

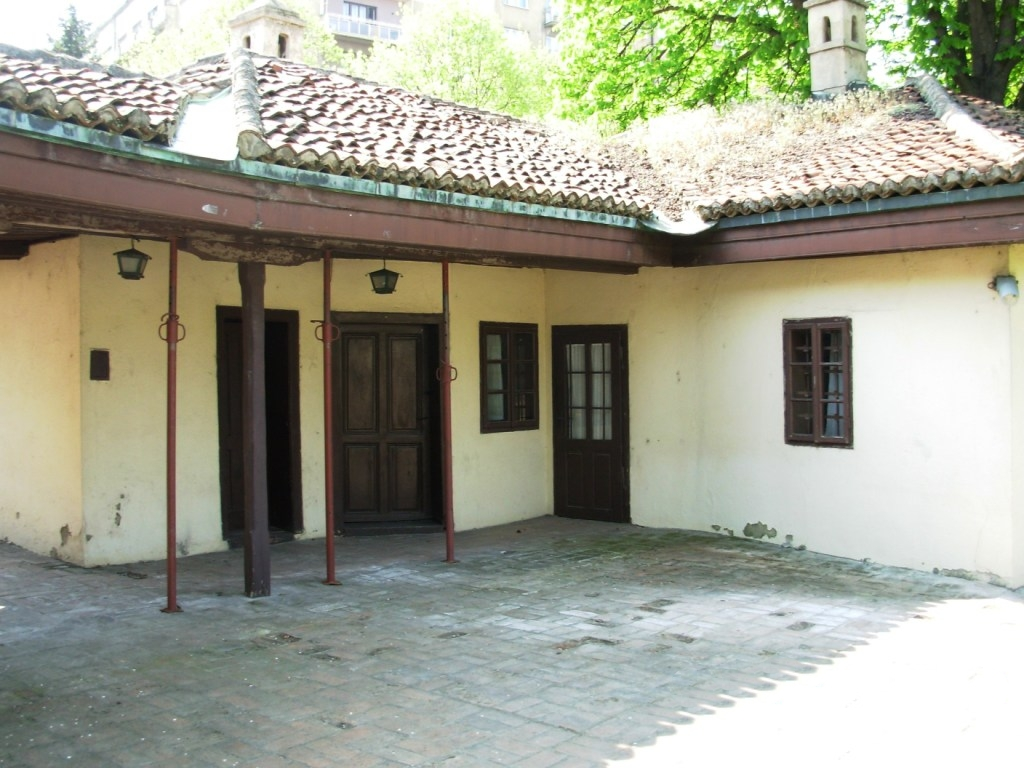
L'ancien harem

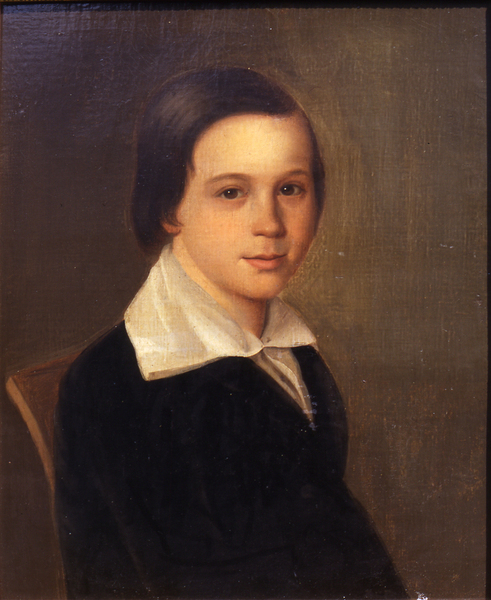
Portrait de Dimitrije Karadžić, dans les collections du musée

Le musée de Vuk et Dositej est situé dans le bâtiment de style balkanique de l'ancienne Haute école, fondée en 1808 par Dositej Obradović alors qu'il était Ministre de l'éducation ; Karadžić fut un des premiers étudiants de cet établissement. Par la suite, cette Haute école est devenue l'université de Belgrade. La maison, construite entre 1739 et 1789, a probablement été construite pour servir de résidence pour le defterdar (haut commissaire aux finances) de Belgrade ; selon d'autres sources, il aurait pu abriter un harem,.

## Collections
Vuk Stefanović Karadžić est évoqué au 1er étage. Le fonds du musée a été rassemblé par sa fille Mina Vukomanović Karadžić. Il comporte des objets ayant appartenu à l'écrivain (sacs de voyages, lunettes, accessoires pour fumeurs etc.), ainsi que divers documents transférés de l'Académie serbe des sciences et des arts (diplômes, cartes de visites, notes, récépissés...), des portraits, des livres de sa bibliothèque personnelle et, surtout, une copie de la traduction anglaise que John Bowring avait proposée de la poésie de Vuk Karadžić à partir de 1827.
Le rez-de-chaussée de la résidence est consacré à Dositej Obradović. Le musée conserve la bibliothèque de l'écrivain, de nombreux manuscrits et objets lui ayant appartenu. La collection inclut une copie de la plaque commémorant le séjour d'Obradović à Londres en 1784, à Clement's Court EC4. Peu d'objets personnels subsistent de l'écrivain à cause de leur destruction lors du bombardement de Belgrade en 1813.

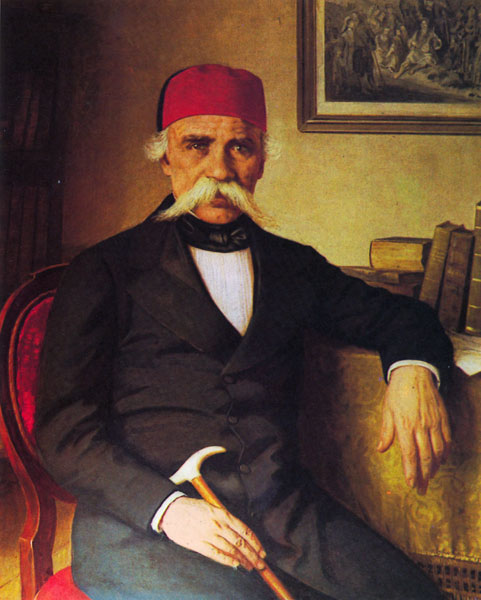
Vuk Stefanović Karadžić
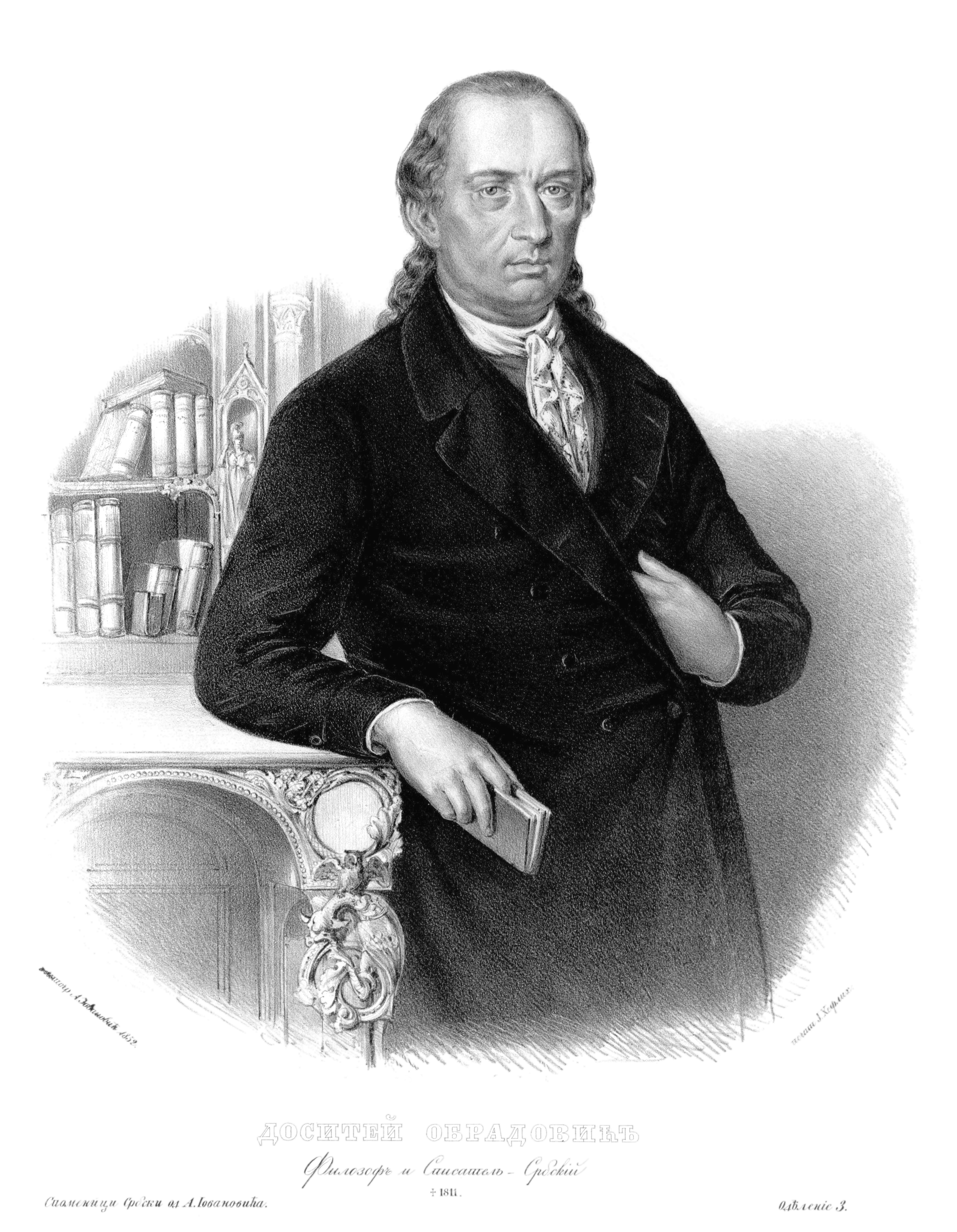
Dositej Obradović

## Manifestations et publications
Le musée organise régulièrement des expositions thématiques, des conférences, des concerts et des spectacles dramatiques.
Depuis 1958, le musée édite une publication annuelle, avec des documents rédigés par Dositej Obradović, Vuk Karadžić et leurs nombreux successeurs. Le musée publie des guides, des monographies et les catalogues des expositions thématiques, à la fois en serbe et en anglais.